# Smolnický potok
Smolnický potok je potok protékající okresy Rakovník a Louny ve Středočeském a Ústeckém kraji. Délka jeho toku činí 23,6 km. Plocha povodí měří 91,8 km².

## Průběh toku
Tento potok pramení ve stráni ve smíšeném lese, zhruba 300 m severně od obce Kroučová, a svádí vody z oblasti Džbánu do řeky Ohře. Tok byl upravován v letech 1963, 1966 a 1979 Státní meliorační správou Ústí nad Labem, kdy se upravovala trasa, zpevňovaly břehy apod.

### Větší přítoky
- Malinský potok, zleva, ř. km 19,3[1][pozn 1]
- Klášterský potok, zleva, ř. km 11,4[5]
- Cítolibský potok, zleva, ř. km 5,4[6]

## Vodní režim
Průměrný průtok u ústí činí 0,25 m³/s.

## Mlýny
- Vernerův mlýn – Brloh, Louny, okres Louny, kulturní památka

## Galerie

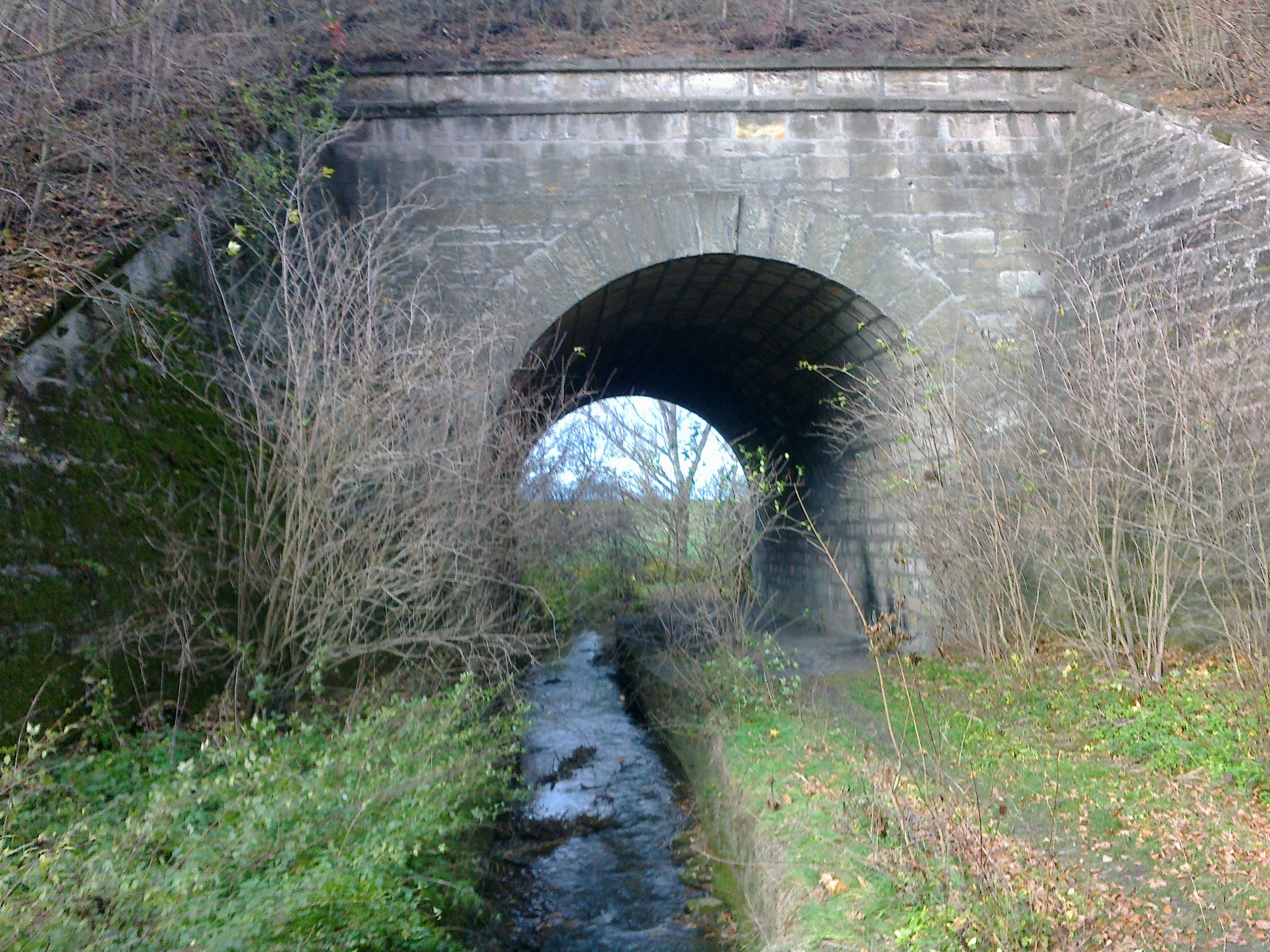
Viadukt trati Louny–Kralupy přes Smolnický potok u Chlumčan
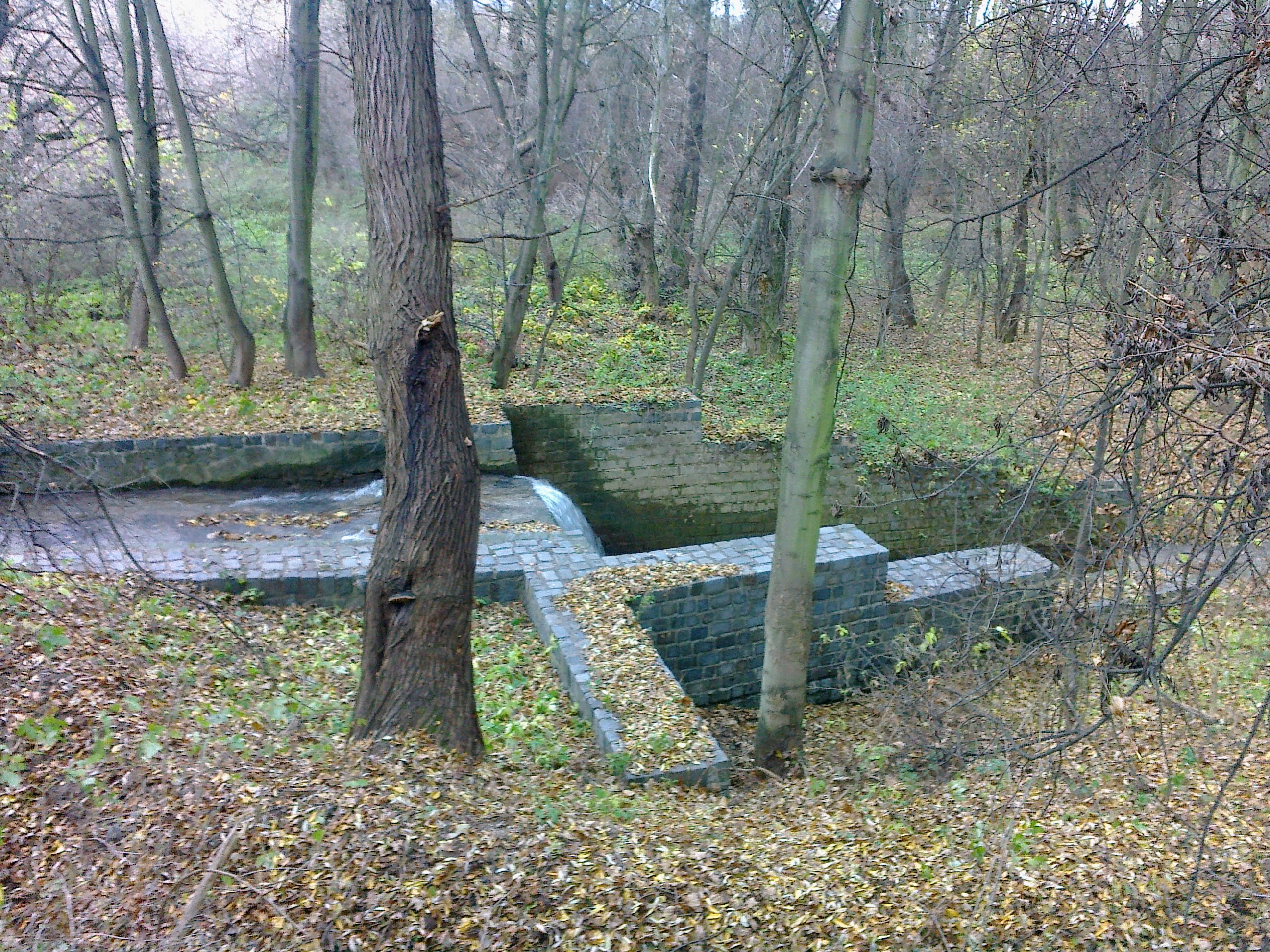
Malý jez na Smolnickém potoku u Brloha
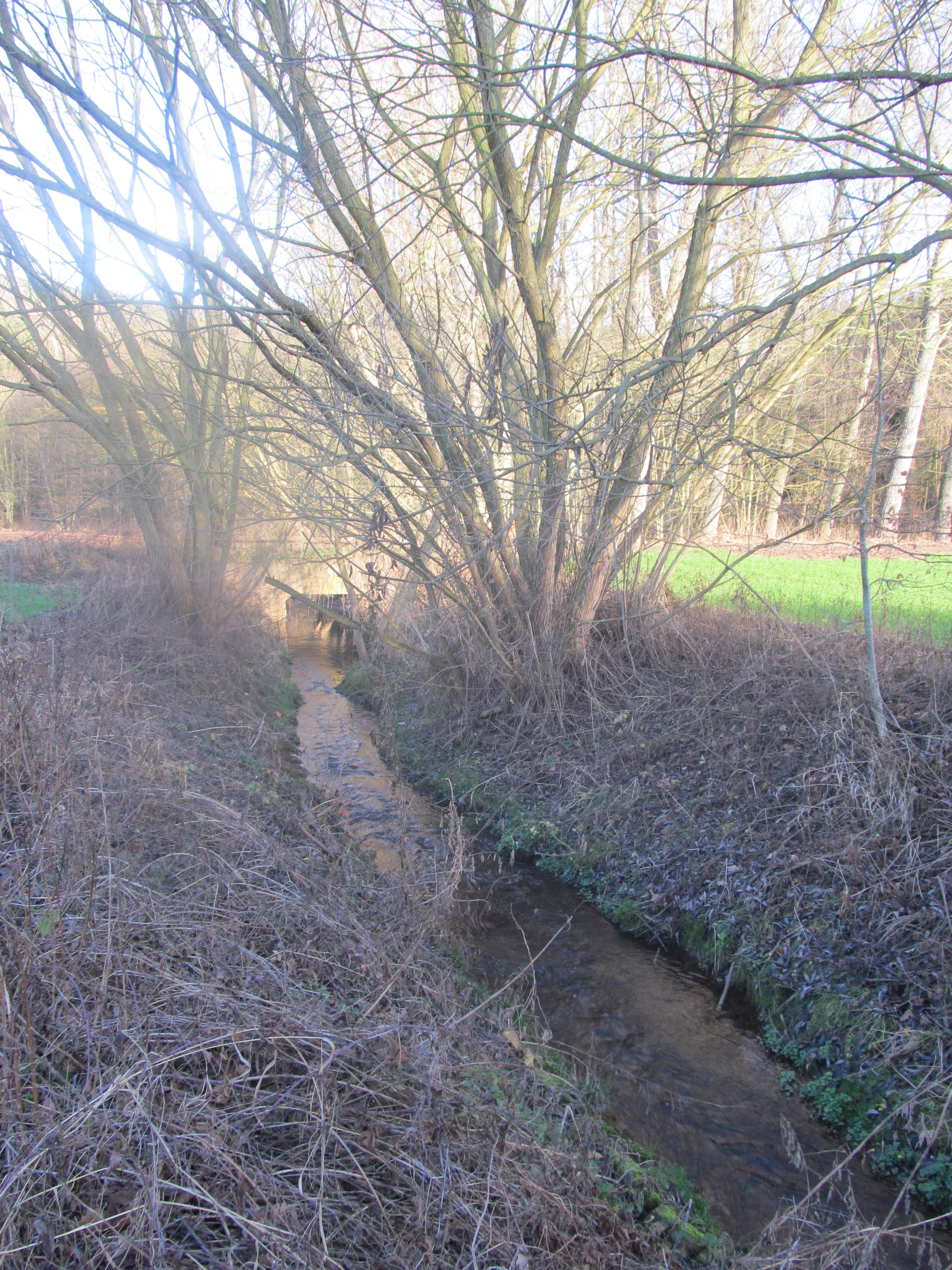
Smolnický potok u Divic